# Odbiornik AMUR-2

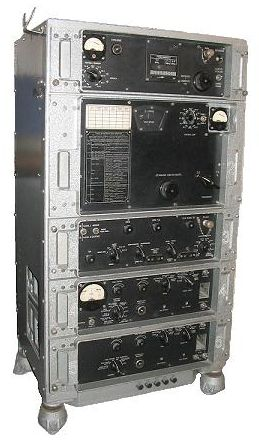
Wojskowy odbiornik radiowy KF AMUR-2.

Odbiornik radiowy AMUR-2 – wojskowy odbiornik radiokomunikacyjny, krótkofalowy, eksploatowany w jednostkach łączności Ludowego Wojska Polskiego. Od lat 60 stanowił wyposażenie radiostacji i aparatowni radiowych. Spełniał warunki mobilności i na ówczesne czasy jako urządzenie lampowe był sprzętem dość nowoczesnym.

## Warunki pracy
Konstrukcja odbiornika zapewnia dobrą odporność na wstrząsy i stabilną pracę w szerokim zakresie temperatur.

## Przeznaczenie
Odbiornik AMUR-2 był przeznaczony do zapewnienia odbioru sygnałów telefonicznych i telegraficznych na ustalonych w zależności od zakresu częstotliwościach. Przestrajany był ręcznie bez konieczności używania tabeli strojenia i wprawny operator czynił to w kilkanaście sekund. Mógł też pracować w zakresie płynnym.
Był odbiornikiem podstawowym (głównym) w radiostacjach średniej mocy typu R-118BM-Z i R-102MZ oraz stanowił wyposażenie aparatowni między innymi ARO K-1.
Nowsze wersje odbiornika AMUR-2 miały możliwość realizacji tzw. odbioru zbiorczego. Warunkiem realizacji takiego przedsięwzięcia była współpraca 2 odbiorników tego samego typu, tak więc można to było realizować tylko w aparatowni radioodbiorczej ARO k-1 posiadającej 4 takie odbiorniki.

## Konstrukcja
Posiadał konstrukcję panelową wypełnioną funkcjonalnymi blokami. Podstawowym podzespołem elektronicznym była w tym odbiorniku lampa elektronowa 12Ż1Ł.
Posiadał wiele skomplikowanych filtrów kwarcowych do wydzielania sygnałów z manipulacją częstotliwości o różnych przesuwach. Podstawowy generator kwarcowy posiadał kwarc pracujący w podgrzewanym termostacie zapewniającym stałą temperaturę pracy. Dla zapewnienia współpracy z telegraficznymi urządzeniami końcowymi posiadał panele telegraficzne zapewniające różnorodne warunki współpracy z licznymi regulacjami symetrii sygnału i wielkości tzw. prądu liniowego.

## Parametry elektryczne
- zakres częstotliwości 1,0 – 8,0 MHz

1. zakres 1 – 2 MHz
2. zakres 2 – 4 MHz
3. zakres 4 – 8 MHz

- praca na ustalonych częstotliwościach co 1, 2 lub 4 kHz (w zależności od zakresu)
- lub na zakresie płynnym
- I częstotliwość pośrednia

1. zakres 225 kHz
2. zakres 578 kHz
3. zakres 1284 kHz

- II częstotliwość pośrednia 128 kHz
- stabilność częstotliwości około 1x10-6
- odbierane emisje
  - modulacja amplitudy A3
  - manipulacja amplitudy A1
  - jednokanałowa manipulacja częstotliwości F1-250, F1-500
  - dwukanałowa manipulacja częstotliwości F6-250
  - praca uniwersalna A3 + F1
- wyjścia odbiornika
  - słuchowe bezpośrednio A3, A1 z regulacją tonu odbieranego sygnału
  - słuchowe F1 i F6 – za pośrednictwem manipulatorów akustycznych
  - stałoprądowe (impulsowe) dla pracy jedno lub dwukanałowej
    - wartością prądu bezpośrednio na dalekopis
    - wartością prądu z tzw. "przebiciem" (podsłuchem korespondenta podczas nadawania)
    - kierunkiem prądu (impulsu dwubiegunowe ± 60 V ± 20 mA) tzw. "BODO"
    - kierunkiem prądu z tzw. "przebiciem" (podsłuchem korespondenta podczas nadawania)
    - retranslacja sygnałów wartością prądu
    - retranslacja sygnałów kierunkiem prądu (sygnałów "BODO")
- czułość odbiornika rzędu kilku μV
- zasilanie
  - sieć 220 V 50 Hz
  - sieć 127 V 50 Hz
  - bateryjne z akumulatora (tylko dla termostatu generatora 200 kHz)